# Домна (станція)
Домна (рос. Домна) — станція Читинського регіону Забайкальської залізниці Росії, розташована на дільниці Заудинський — Каримська між станціями Інгода (відстань — 7 км) і Черновська (10 км). Відстань до ст. Заудинський — 514 км, до ст. Каримська — 131 км.